# らき☆すた 〜陵桜学園 桜藤祭〜
『らき☆すた 〜陵桜学園 桜藤祭〜』（らきすた りょうおうがくえん おうとうさい）とは2008年1月24日に角川書店から発売された、美水かがみの4コマ漫画作品『らき☆すた』を原作とする、PlayStation 2用アドベンチャーゲームソフトである。
2010年12月23日にはPlayStation Portableに移植し、シナリオの追加や機能の改善を行った『らき☆すた 〜陵桜学園 桜藤祭〜 Portable』が発売されている。

## 概要
本作はもともと、ニンテンドーDS用ソフト『らき☆すた 萌えドリル』の作中に登場する「架空の同人ゲーム」をベースとしている。
『萌えドリル』では宮河ひなた・ひかげ姉妹が制作した同人ゲームの内容にこなたが不満を持ち、クレームを付けているうちに「超プロデューサー」扱いになった顛末が語られるが、2007年5月24日に発売された続編『真・らき☆すた 萌えドリル 〜旅立ち〜』の予約特典として添付された体験版ソフト『らき☆すら -Lucky☆Star RAvish Romance-』がその同人ゲームという設定である。そのため『らき☆すら』のスタッフロールは実制作会社のVRIDGEと製作・著作の角川書店以外は全て宮河姉妹とこなたの3名で占められている。『陵桜学園 桜藤祭』は、この『らき☆すら』の製品版である。
原作である『らき☆すた』本編には恋愛要素がまったく存在しないが、本ゲームには恋愛要素が存在する。しかし、シナリオの関係上、エピローグが存在せず後味の悪いものとなっている。その一方で、『萌えドリル』シリーズやテレビアニメ版同様に、パロディ要素も多数盛り込まれており、中には他作品とのコラボレーションとして、関係先からの許諾を得たものも使われている。
また、パロディとして2ちゃんねるやニコニコ動画などで流行したものが数多く盛り込まれており、それらのユーザーを意識したものとみられる。この他、宣伝ポスターには『時をかける少女』へのオマージュが使われている。

### PSP版での変更点
PSPのワイド画面サイズに対応し、データインストール機能やスクリーンショット撮影機能にも対応している。
内容面では、新規シナリオとして本編の前日談をはじめ、章間やエピローグ、新規エンディングなどを追加している。またイベントグラフィックや新規収録ボイスを追加したほか、カードショップでのアイテムも一新、原作からの1コマをカード化した物が使われており、4コマ1作品になるように揃えると音声付きで再生される形式となった。

### DXパックの特典
通常版に加えて、多数の特典がついた「DXパック」も発売されている。パッケージイラストが異なるほか、以下の特典が付属する。
| 機種 | 封入特典 | 予約購入特典 |
| ---- | --- | --- |
| PS2  | - 陵桜学園学校指定セーラー服 - 陵桜学園学校指定校章 - 陵桜学園学校指定ネームプレート - 糟日部〜アキバ定期券入り定期入れ - らき☆すたコレクションポスター | - バルサミコ・酢トラップ - 蔵出しボイス並盛CD-ROM 〜ドキッ!セーラー服だらけのかくし芸大会!〜 - ごめんね格闘ゲーム「らき☆ばと!」（PC版） |
| PSP  | トレーディングTシャツ4枚セット | こなた、かがみ、つかさ、みゆきのシチュエーション・ボイスCD                                                                              |

## ストーリー
陵桜学園に転校してきた主人公。同じ日に、永森やまとという少女も主人公と同じクラス（こなたたちもいる3年B組）へ転校してくる。陵桜学園では、桜藤祭（学園祭）を2週間後にひかえていた。学園祭の準備に消極的なやまとを除き、多少のトラブルもありつつ準備は着々と進行していく。そして学園祭は何事もなく無事終わったはずだった。
しかし主人公が次に目覚めたとき、カレンダーとTV番組は転校初日に戻っていた。学園祭までの日々を繰り返していることを、主人公やこなたたちはまだ知らない。

## 登場人物
詳細は「らき☆すたの登場人物」を参照。また、声優は『萌えドリル』と異なりアニメ版と同じキャスティングである。ただし、天原ふゆき、八坂こう、永森やまと、殿鬼ガイはアニメ版には未登場。また、殿鬼ガイは『萌えドリル』『真・萌えドリル』に続いての登場だが、声がつくのは今回が初である。
- 泉こなた:平野綾
- 柊かがみ:加藤英美里
- 柊つかさ:福原香織
- 高良みゆき:遠藤綾
- 日下部みさお:水原薫
- 峰岸あやの:相沢舞
- 八坂こう:森永理科
- 小早川ゆたか:長谷川静香
- 岩崎みなみ:茅原実里
- 田村ひより:清水香里
- パトリシア=マーティン:ささきのぞみ
- 永森やまと:廣田詩夢
- 黒井ななこ／魔王:前田このみ
- 桜庭ひかる／ルミナス:井上美紀
- 天原ふゆき:佐久間紅美
- 成実ゆい:西原さおり
- 宮河ひかげ／シャドウ:鹿野優以
- 宮河ひなた／サニー:高口幸子
- 泉そうじろう:平松広和
- 泉かなた:島本須美
- 高良ゆかり:小菅真美
- 小神あきら／チュン:今野宏美
- 白石みのる:白石稔
- 兄沢命斗:関智一[7]
- 殿鬼ガイ:三木眞一郎[7]

このほか、端役を立木文彦、くじらが担当する。

## スタッフ
- 原案・総監修：美水かがみ
- ディレクション&プランニング：川村真也、高林祐樹
- プログラム：山下哲生、吉田拓也
- メインデザイン：田仲智治
- シナリオ：神無月如月
- サウンド：浅乃一
- 楽曲提供：長谷川雄俊、ILLEGAL UNDERWEAR
- OP/EDムービー：伊藤俊一
- 音響演出/録音：矢野さとし
- 録音助手：岩名路彦、今泉武
- スタジオ：東京テレビセンター
- 音響制作：楽音舎（杉山好美、高宮城梨江）
- スペシャルサンクス：青二プロダクション、アトミックモンキー、81プロデュース、avex、大沢事務所、オフィスPAC、キューブ、ケンユウオフィス、スペースクラフト・エンタテインメント、俳協、プロ・フィット、ぷろだくしょんバオバブ、ミディアルタ エンタテインメントワークス、メディアフォース、株式会社デジタルハーツ、株式会社フォントワークスジャパン、土田大、斉藤大輔、川人阿武、加藤麻美、片岡雅輝、岩川英夫、茂川法子
- 協力：加藤剛、コンプティーク編集部（古澤彰一）
- 広報：村田麟太郎
- プロデューサー：飯田均
- エグゼクティブプロデューサー：藤岡迅彦
- 製作総指揮：井上伸一郎
- 開発：株式会社ブリッジ
- 制作・著作：株式会社角川書店

### グラフィック
京都アニメーションによるテレビアニメ版ではなく原作の絵を使用しており、原作者である美水かがみがメインキャラクターのバストアップを描いている。
- メインキャラバストアップ作画：美水かがみ
- 作画監督：柳野龍男
- 原画：柳野龍男、はたけやまこ、岸川麻美、中村勇介、渡辺絵美
- 原画トレス：スタジオ雲雀（大高美奈、澤畑静香、伊藤麻由加、市川美帆、桜井司）、ウォンバット
- 作画制作：スタジオ雲雀
- 作画制作進行：渡辺和紀、丸山潤子
- 作画制作担当：須甲和彦
- キャラクターCG着色：前田英樹、有限会社クアードラ（中山綾子）
- イベントCG加工：株式会社スタジオトリコ
- 背景：Choi

この他、作中で手に入るトレーディングカードの作画を計40名のイラストレーター・漫画家が担当している。

## 主題歌・挿入歌
オープニング主題歌「ハマってサボっておーまいがっ!」
作詞：畑亜貴、作・編曲：神前暁、歌：泉こなた（平野綾）、柊かがみ（加藤英美里）、柊つかさ（福原香織）、高良みゆき（遠藤綾）
エンディング主題歌「なんてったって☆伝説」
作詞：畑亜貴、作・編曲：nishi-ken、歌：泉こなた（平野綾）、柊かがみ（加藤英美里）、柊つかさ（福原香織）、高良みゆき（遠藤綾）
挿入歌『電波☆体操』
作詞・作曲:SHITAGI☆PROJECT（ILLEGAL UNDERWEAR）、歌：チヒロ.ちゃん（12歳）

## その他のBGM
基本的に『真・らき☆すた萌えドリル旅立ち』に登場するBGMのアレンジである。

## 関連商品

### CD
- ハマってサボっておーまいがっ!（ランティス、2008年3月5日発売、LACM-4465）※挿入歌『電波☆体操』はCD化されていない。

### 書籍
- らき☆すた 陵桜学園 桜藤祭 パーフェクトガイド（コンプティーク・編、2008年2月29日初版発行、ISBN 978-4047072398） - 公式攻略ガイドブック。書き下ろしイラストなども多数掲載。

## その他
『週刊ファミ通』2008年2月1日増刊号の「萌えゲー魂」に本作のレビュー記事が掲載され、この中で「最初のシナリオで攻略可能なのはメインキャラクターの4人」という趣旨の文章が「ゲーム全体で攻略可能なのはメインキャラクターの4人」ととらえることができるような記述をしているほか、「恋愛要素があまりない」という趣旨の文章が記載されていた。
この記事の内容を受けて、開発元のVRIDGEがゲーム公式サイト上にて、こなた等の登場キャラクターを使ってジョーク的に紹介しつつも、「当該記事は誤報である」という発表を出し、また『ファミ通』側も『ファミ通.com』上で訂正記事を掲載した。